# Білецьківська сільська рада
Білецьківська сільська рада — колишній орган місцевого самоврядування у Кременчуцькому районі Полтавської області з центром у селі Білецьківка.

## Історія
8 листопада 2019 року шляхом об'єднання Білецьківської та Кам'янопотоківської сільських рад було утворено Кам'янопотоківська сільська громада.

## Населені пункти
| № | Назва             | Тип  | Рік заснування | Площа км² | Населення (2001), ос. |
| - | ----------------- | ---- | -------------- | --------- | --------------------- |
| 1 | Білецьківка       | село | 1740           |           | 1915                  |
| 2 | Бурти             | село | після 1911     |           | 277                   |
| 3 | Маламівка         | село |                |           | 181                   |
| 4 | Новоселівка       | село |                |           | 754                   |
| 5 | Підгірне          | село |                |           | 273                   |
| 6 | Стара Білецьківка | село |                |           | 234                   |
| 7 | Чечелеве          | село |                |           | 1958                  |

## Влада
Загальний склад ради — 30
Сільські голови
- Самойлюк Анна Василівна

31.10.2010 — зараз
26.10.2006 — 31.10.2010